# 中国重型汽車集団
中国重型汽車集団（ちゅうごくじゅうがたきしゃしゅうだん、中国語: 中國重型汽車集團有限公司、英語: China National Heavy Duty Truck Group Co. Ltd、略称: 英: CNHTC, Sinotruk Group、中: 中国重型汽車集団、重汽集団）は中国の貨物自動車メーカー。山東省、済南市に本社を構え、中国政府が所有する国有企業であり、中国国内での大型トラック部門におけるシェアは中国第一汽車集団（FAW）、東風汽車集団（Dongfeng）に次ぐ第三位となる大型車両製造メーカーである。深圳証券取引所に上場する中国重汽集団済南卡车股份有限公司、香港証券取引所に上場しているレッドチップ銘柄となる中国重汽（香港）有限公司（Sinotruk Group）を子会社として抱える。

## 歴史
中国重型汽車集団は中華民国の軍人、韓復榘が1935年に開設した自動車修理工場が基礎となっており、1945年に国民党合同物流本部兵器部405汽車修理工場へと名称が変更され、1948年には中国自動車製造部品総合工場の組立場に変更が行われている。その後、済南自動車組立工場、済南自動車修理工場、済南自動車部品製造工場、済南自動車部品工場へと改名を経て、1958年に現在の前身となる済南自動車工場への改名が行われている。
1960年、中国重型汽車集団はシュコダ706RTを基に開発した中国初となる大型トラック「黄河」ブランドとしてJN150型8トン積みトラックの製造を開始。1980年7月に済南自動車製造工場は済南自動車製造総合工場に名称が変更され、1983年にはコンソーシアムとなる中国重型汽合弁事業公司の設立を主導しており、翌年、オーストリアの貨物自動車メーカーシュタイア・ダイムラー・プフからシュタイヤー 91シリーズの導入を行っている。1989年、現企業となる中国重型汽車集団へと再編が行われている。
2001年、中国重型汽車集団は3つに事業分割が行われ、済南の本社は「中国重型汽車」名を保持し、山東省の管理下（国務院国有資産監督管理委員会）に置かれている。企業改革と再編によりグループは営業損失を無くし、継続的に利益を生む成長企業へと変化を遂げており、2007年11月28日、中国重型汽車集団はレッドチップ銘柄として香港証券取引所に上場し、上場企業は中国重汽（香港）有限公司、シノトラック（Sinotruk Group）と命名が行われている。
2009年、ドイツの大手貨物自動車メーカーであるMAN Groupは、子会社であるシノトラックの一部を買収したことによりMANグループの技術が導入されている。また、ボルボ・グループとも協力関係にあり、シノトラックにおいては大型中型小型のトラック製造だけでなく、バスやそれに伴う主要アセンブリの研究開発と製造も行っており、社会インフラの構築や建設、コンテナ輸送、物流、鉱業、鉄鋼、化学分野でのサービス展開も行っている。
南米各地でも販売を行っており、これまでに累計で2,000台を販売し、2013年ブラジルのラジェスに3億ドルを投資した新工場の設立を行う。また、パキスタンでも地元自動車メーカー、ダイシン・オートモービルズ（DysinAutomobiles）との合弁事業によりパキスタン国内でトラックの製造を行っている。2011年からはフィリピン国内でも地元ディーラーを通じて販売が行われている。
子会社であるシノトラック香港の泰安呉越特殊車両では中国人民解放軍向けの軍用特殊車両製造を行っている。

## 製品

### トラック[13]

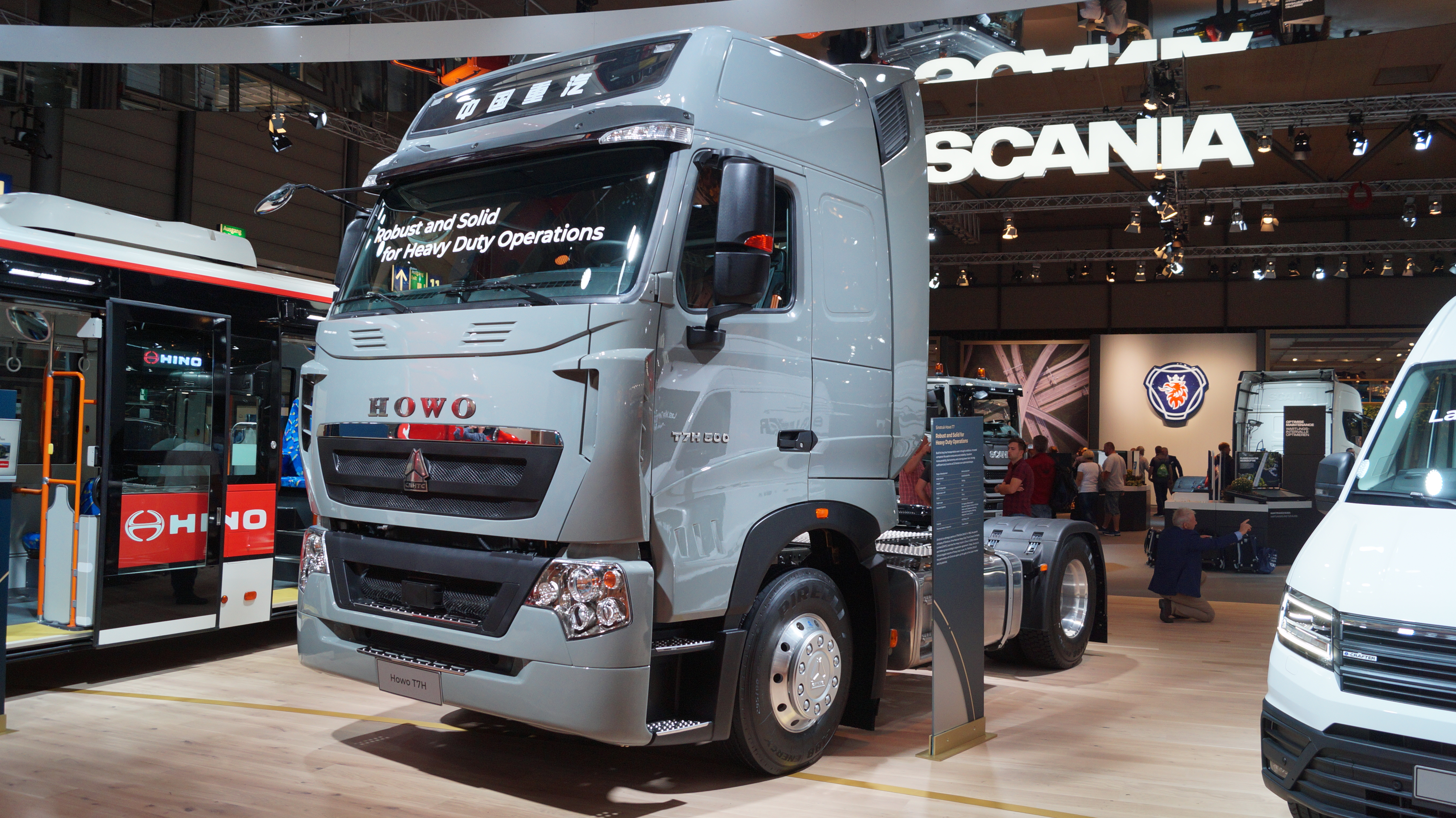
IAA2018で展示されたHOWO T7H 500型トラクター

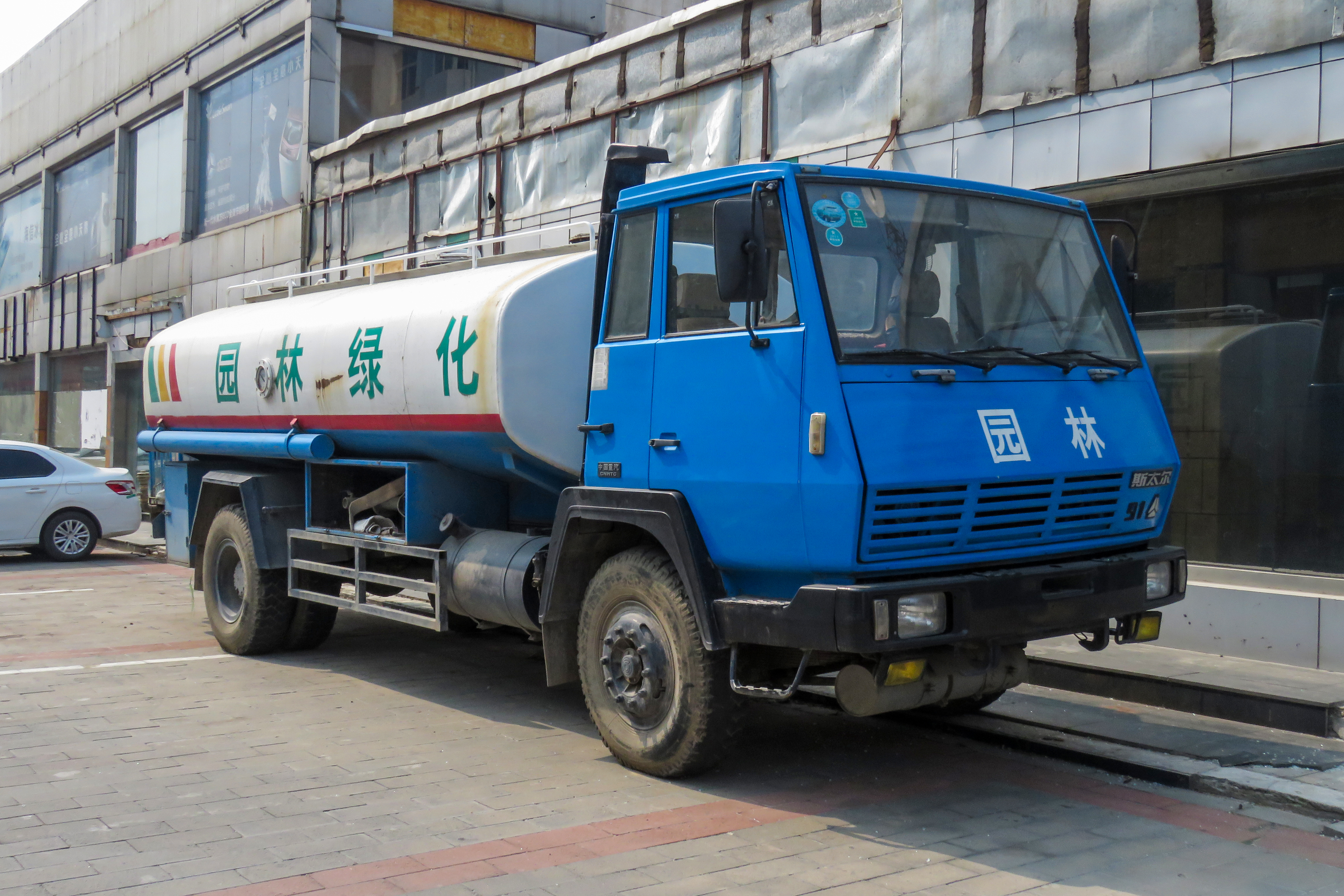
シュタイヤー91車両

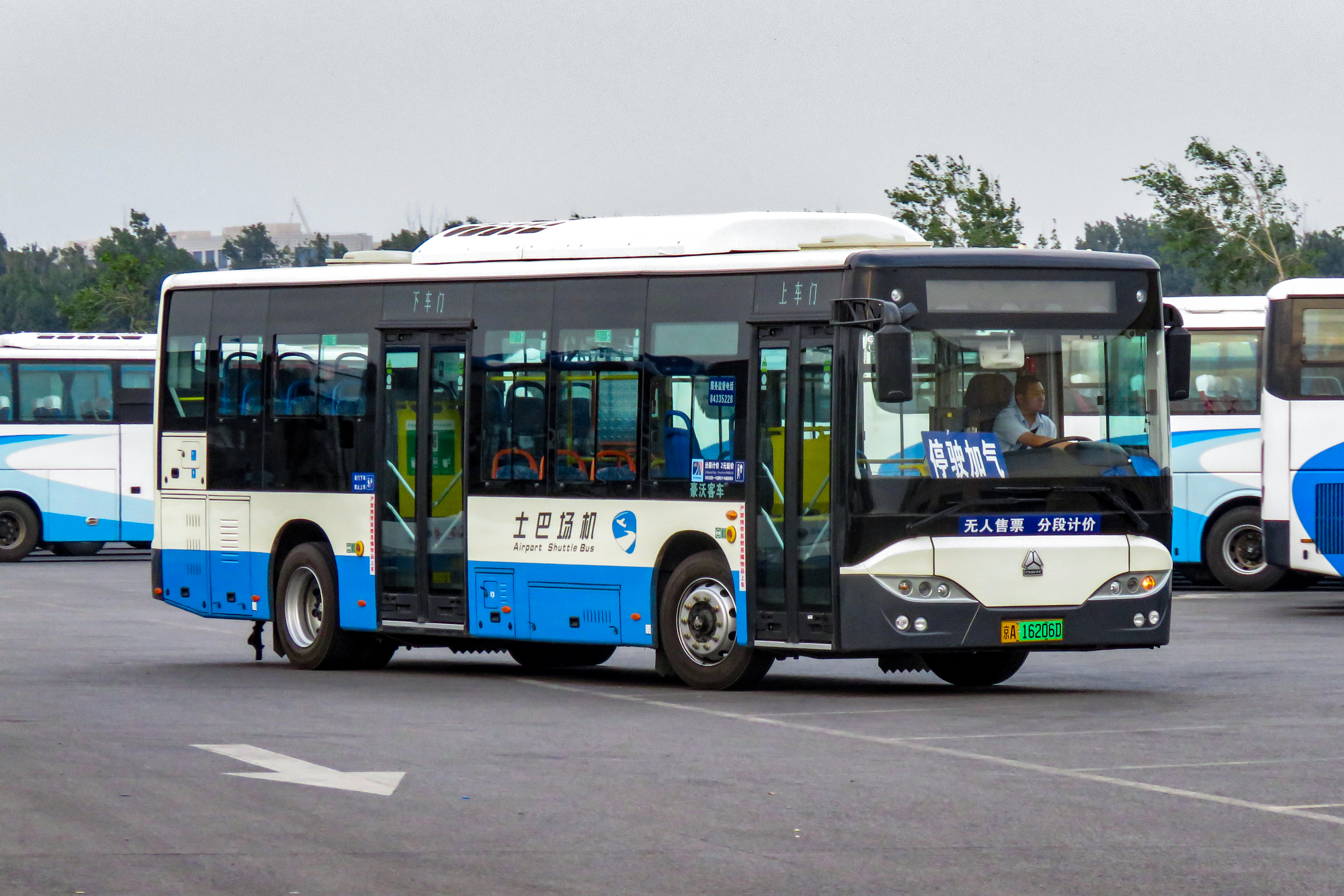
黄河JKシリーズ路線バス（LNG仕様車）

- SITRAK（MAN Truck & Busと協力）
- 豪沃（HOWO）
- 斯太尔（シュタイヤー）
- 黄河C5B
- 金王子
- 豪瀚
- HOKA

### バス（HOWO Bus）[14]
- JKシリーズ（中大型コーチ・シティバス）
- ZZシリーズ（大型コーチ）

### 特殊車両[15]
- マイニングトラック
- ターミナル・トラクター
- トラッククレーン

### その他
- ディーゼルエンジン
- トランスミッション
- 車軸

## 製造完了モデル

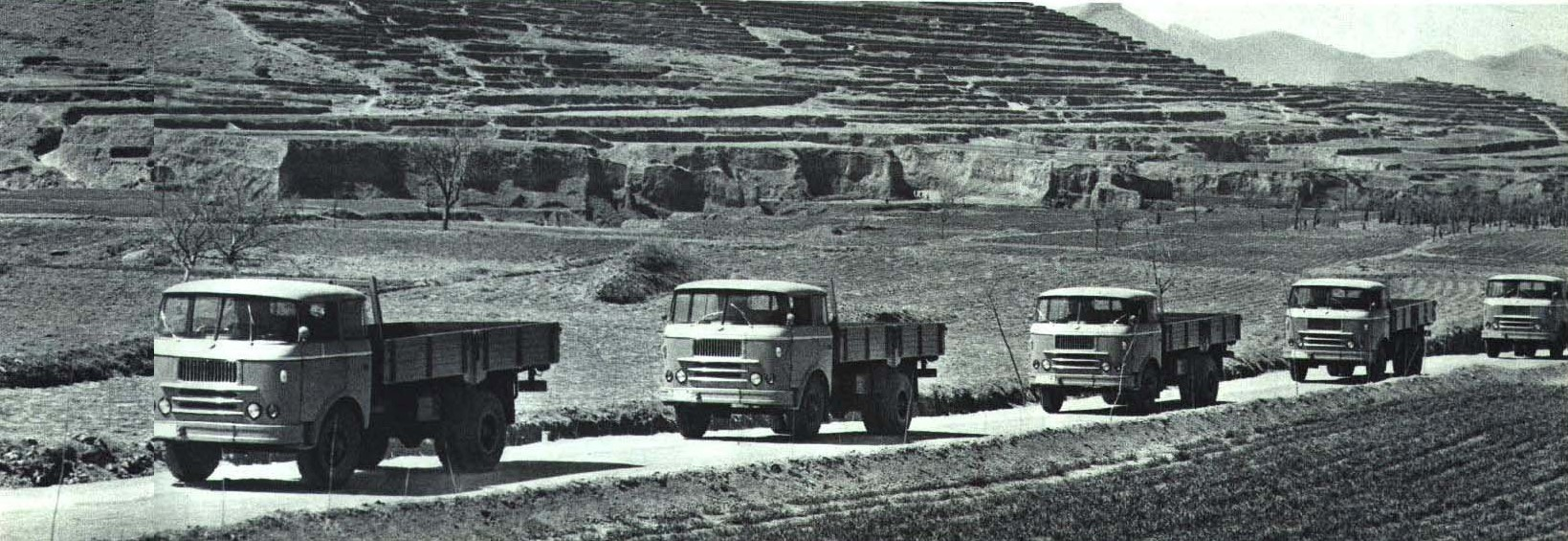
1965年式「黄河」JN150

トラックシャーシ
JN150ベース
- JN150
- JN151
- JN162

乗用車シャーシ
- JN650
- JN651

JN162ベース
- JN6111
- JN6121
- JN6171

## 画像

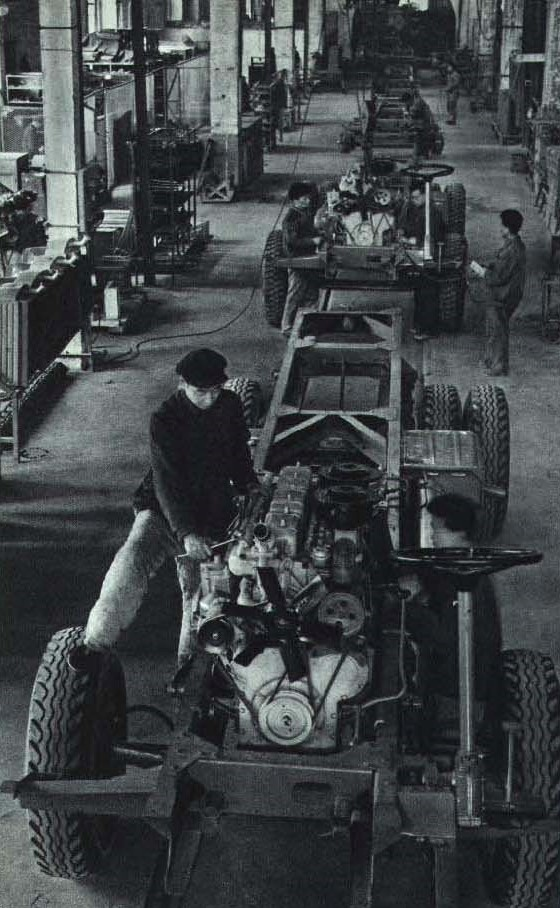
済南自動車工場で組み立て中のトラック。1965年撮影
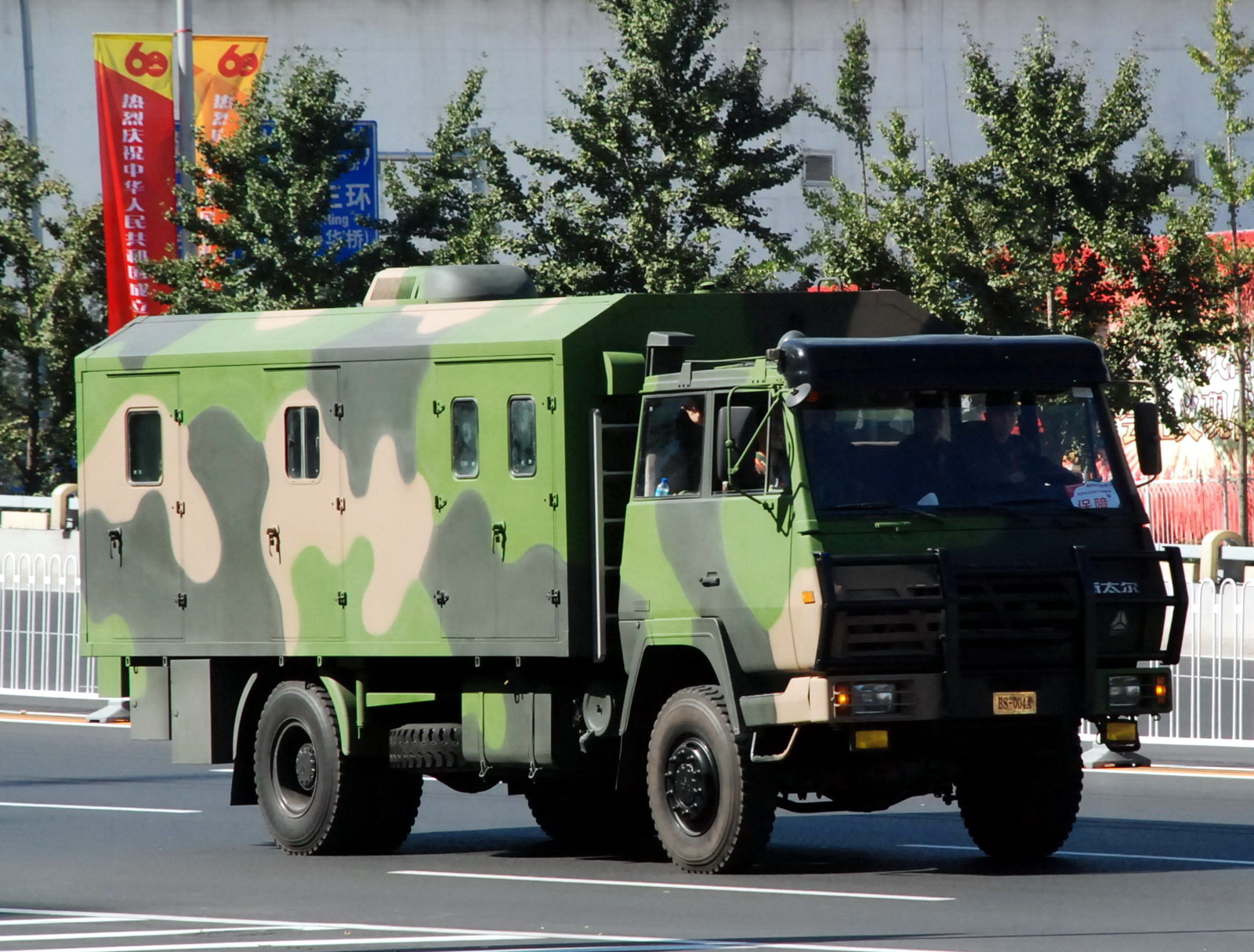
中国人民解放軍で使用されるシュタイヤー91をベースに開発された軍事用トラック
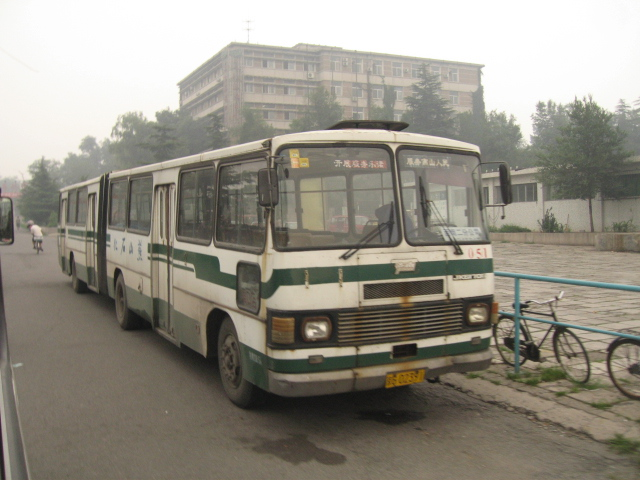
JK6170G型連節バス
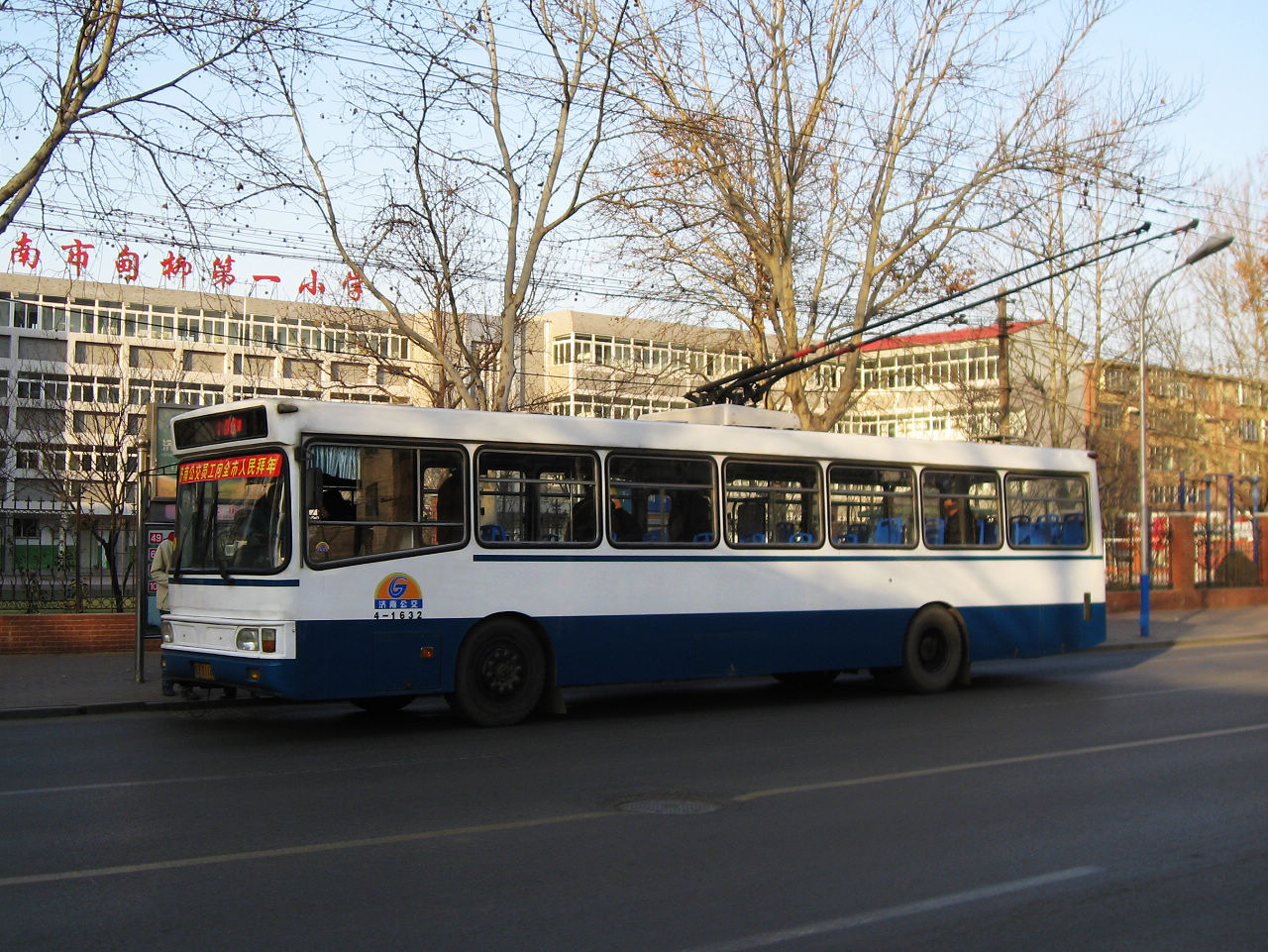
JK6120D型トロリーバス
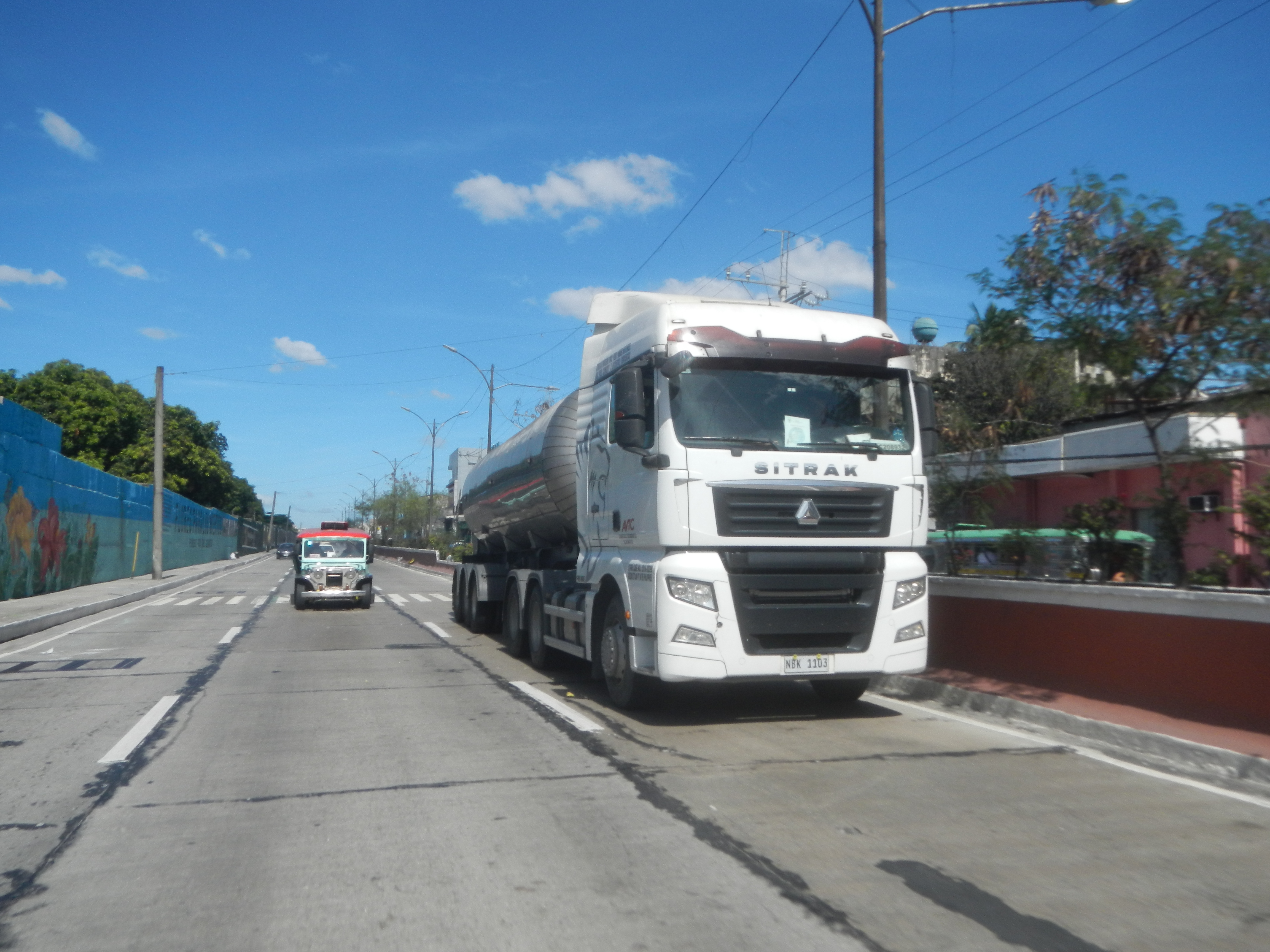
フィリピンで稼働するMAN TGXベースのSITRAKトラクター
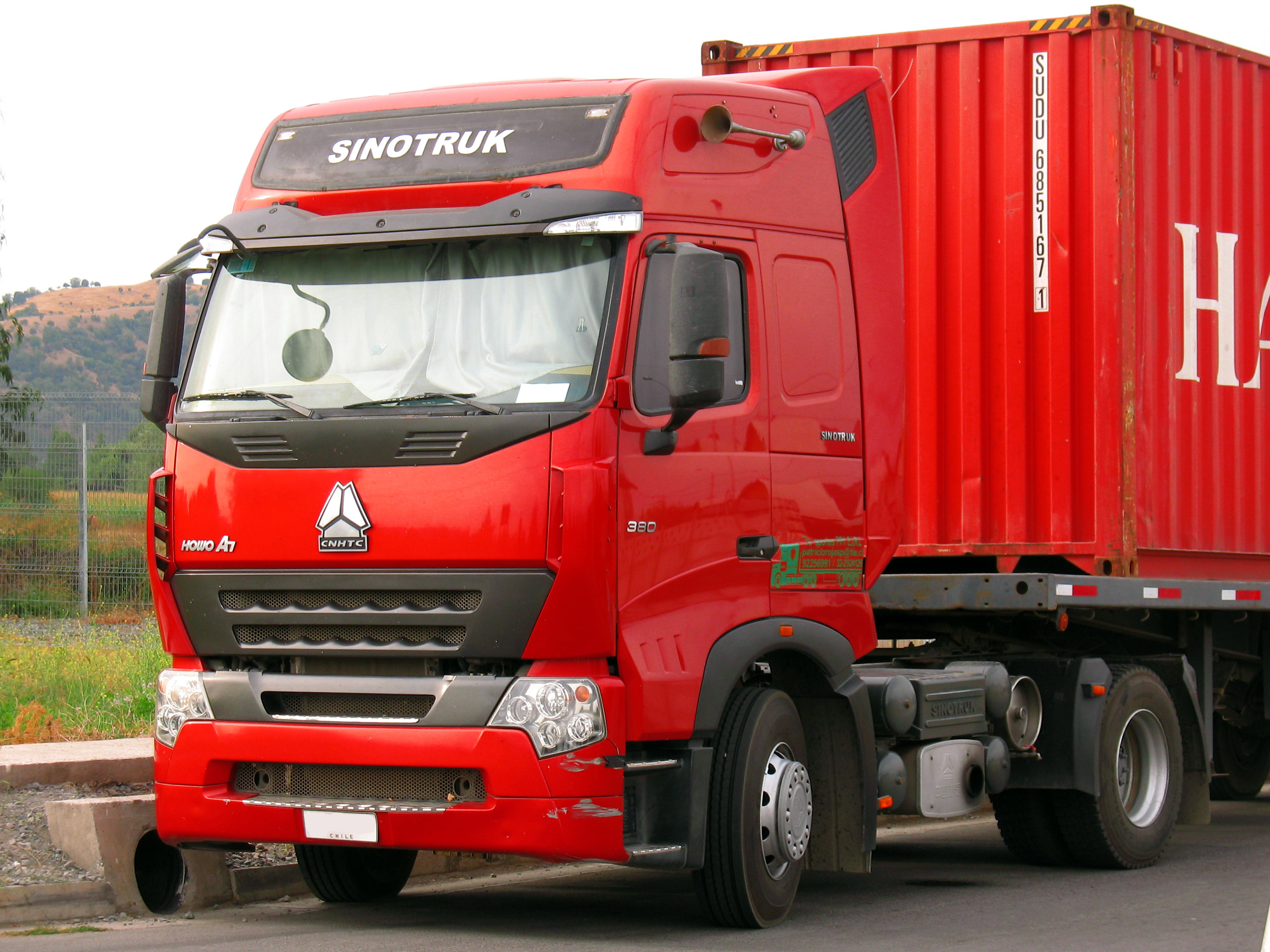
ボルボFHベースのHOWO A7トラクター
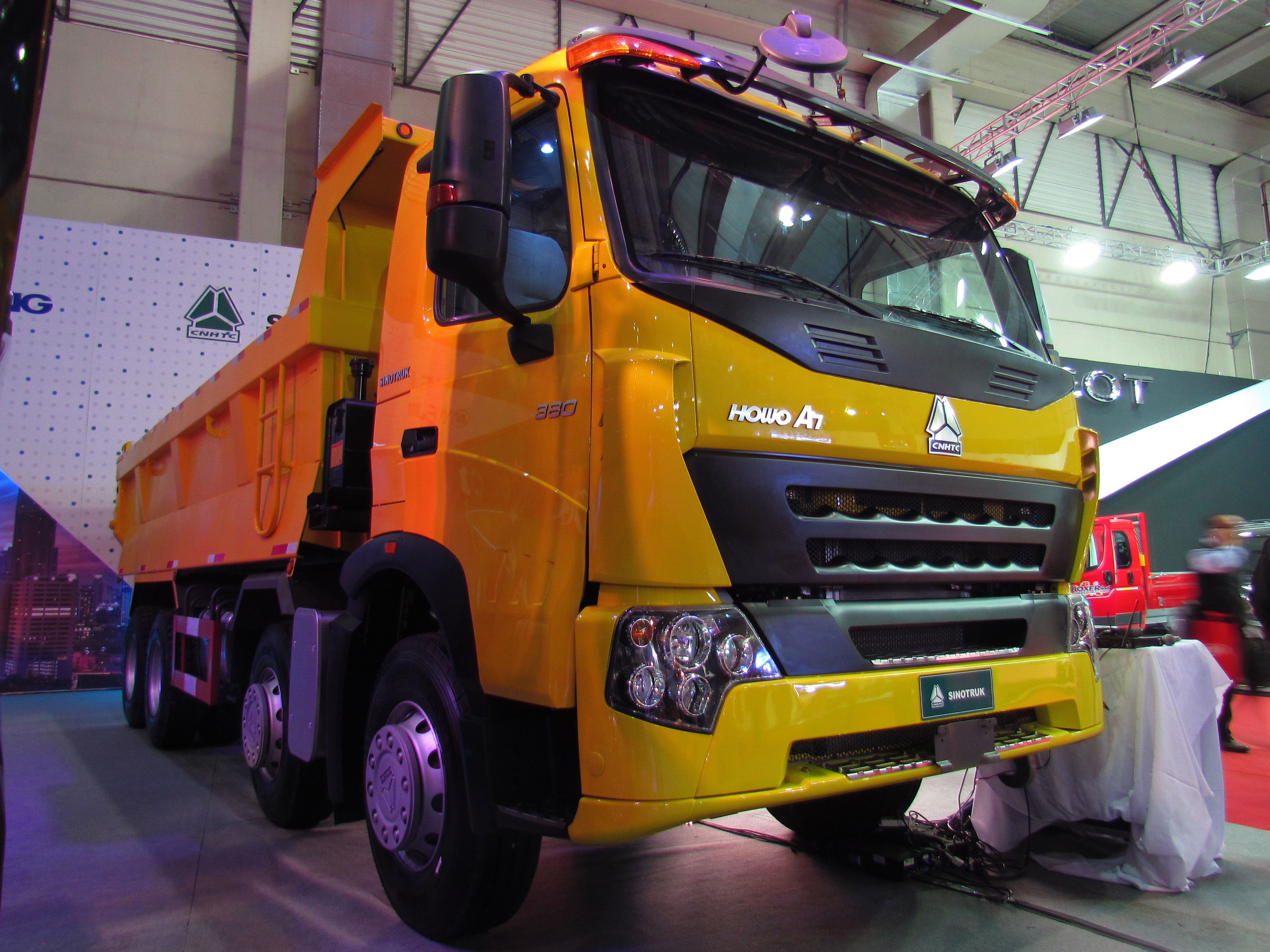
豪沃A7 380型トラック
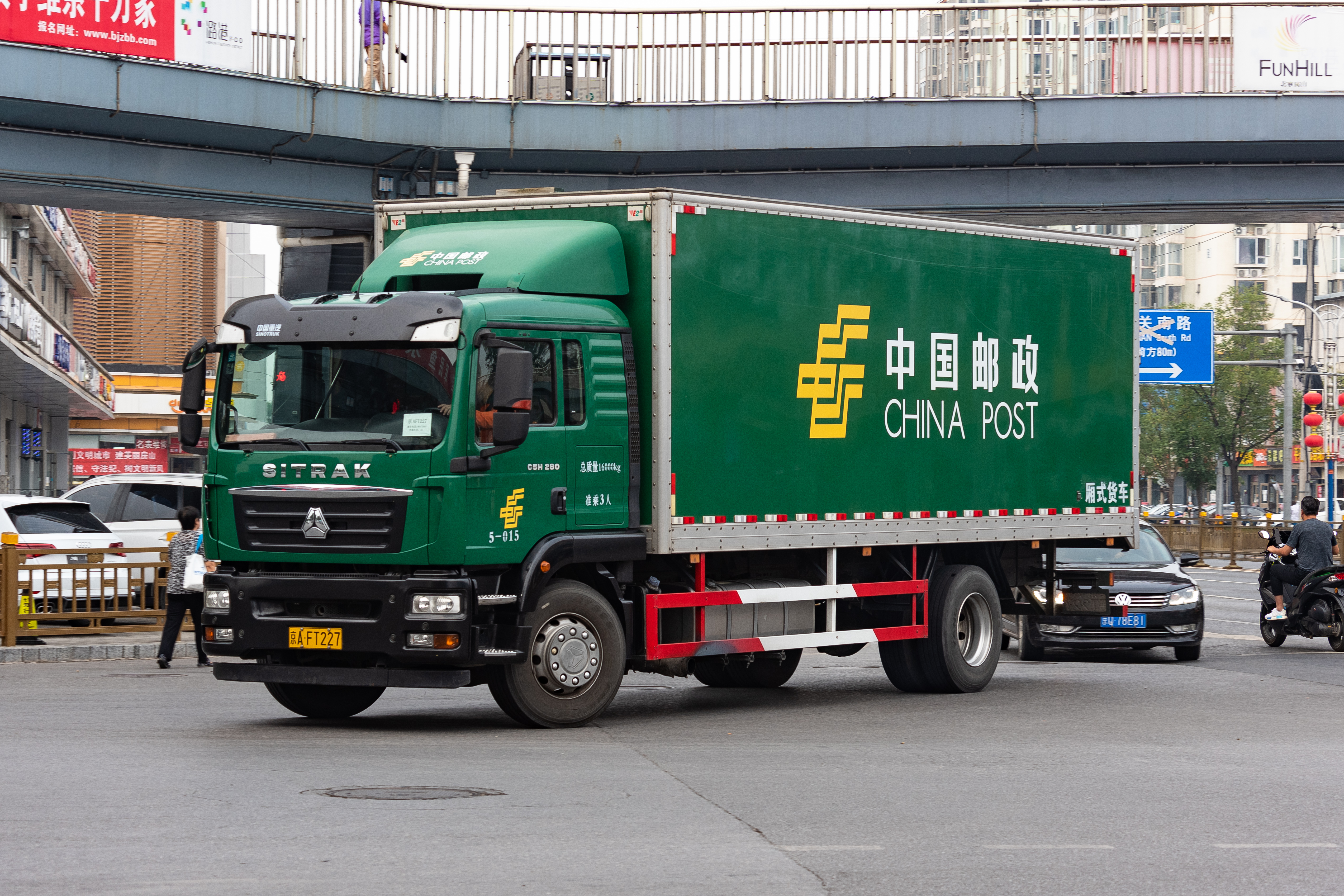
中国郵政に採用された黄河 C5H 280型トラック
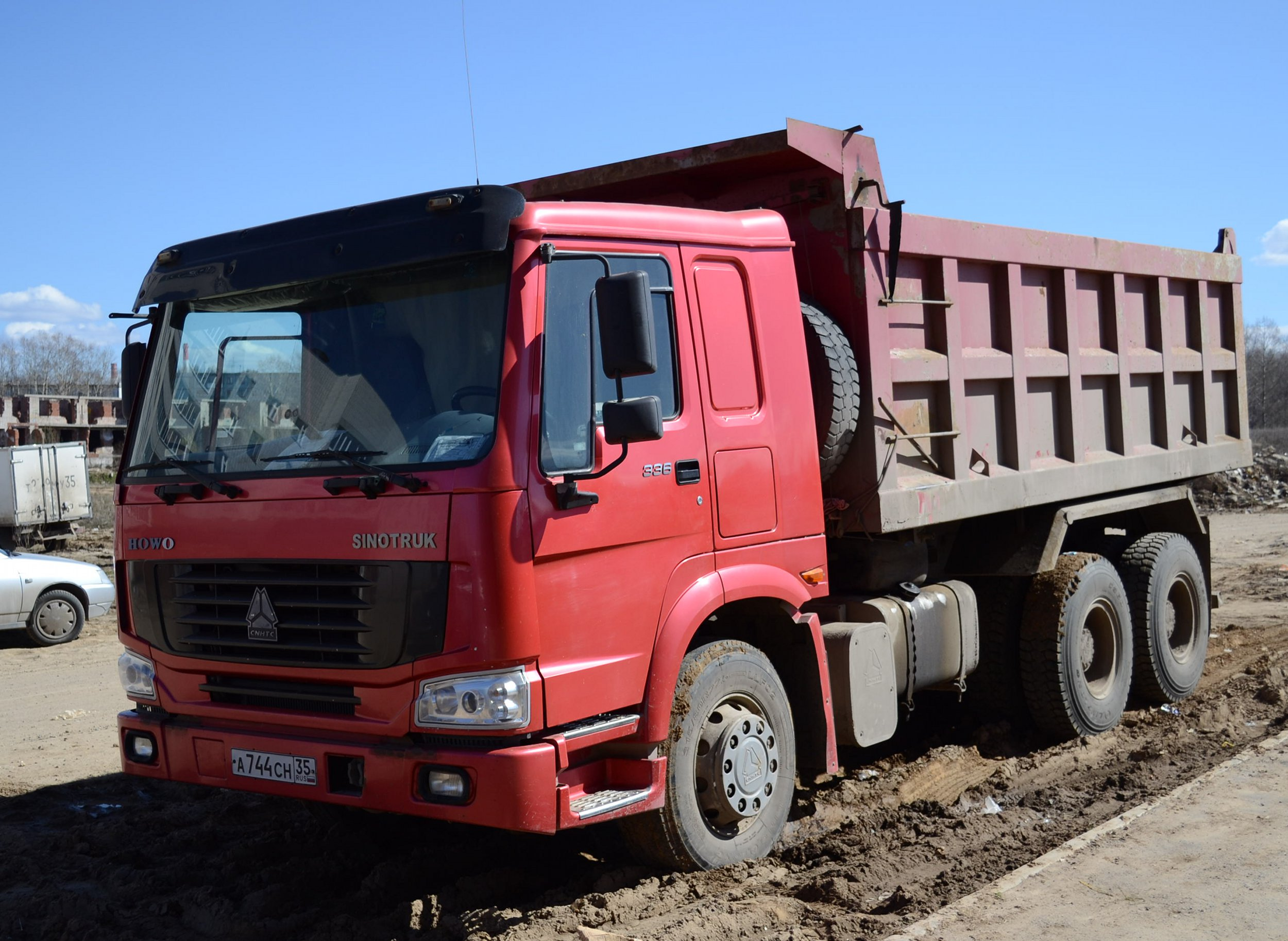
ロシアで稼働するHOWOトラック
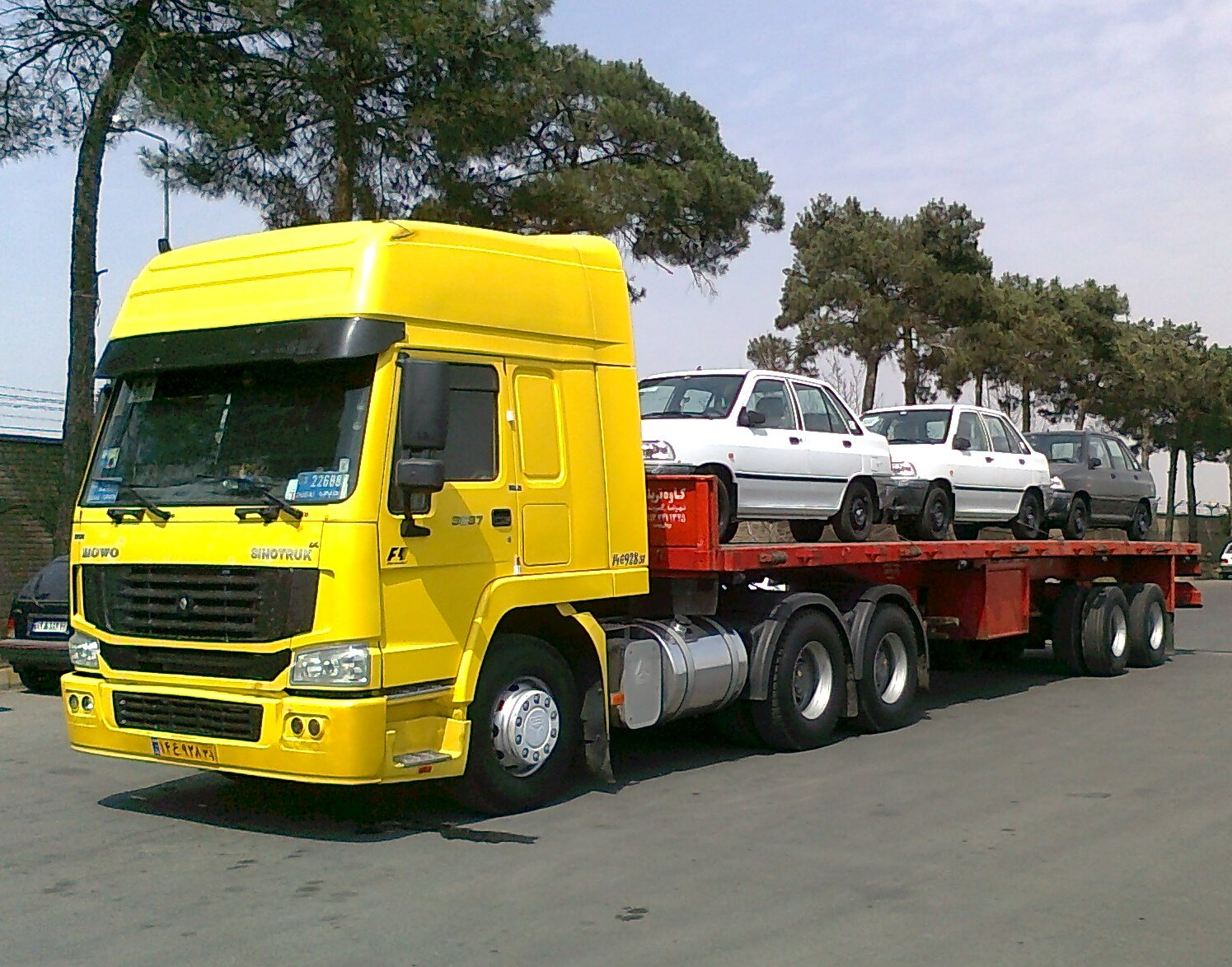
イランで稼働するHOWOトラクター
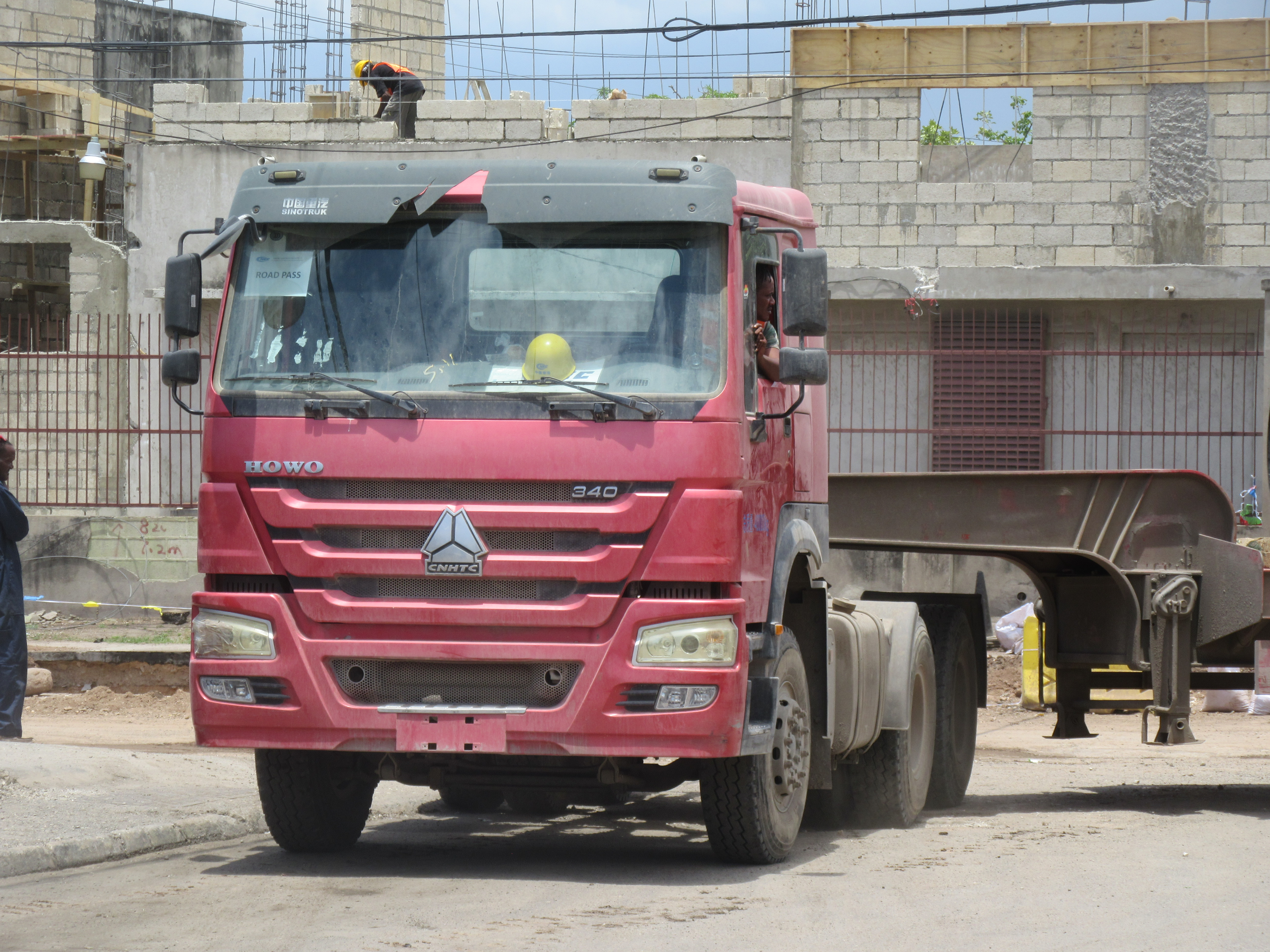
ジャマイカで稼働するHOWO340トラクター

### 泰安呉越特殊車両

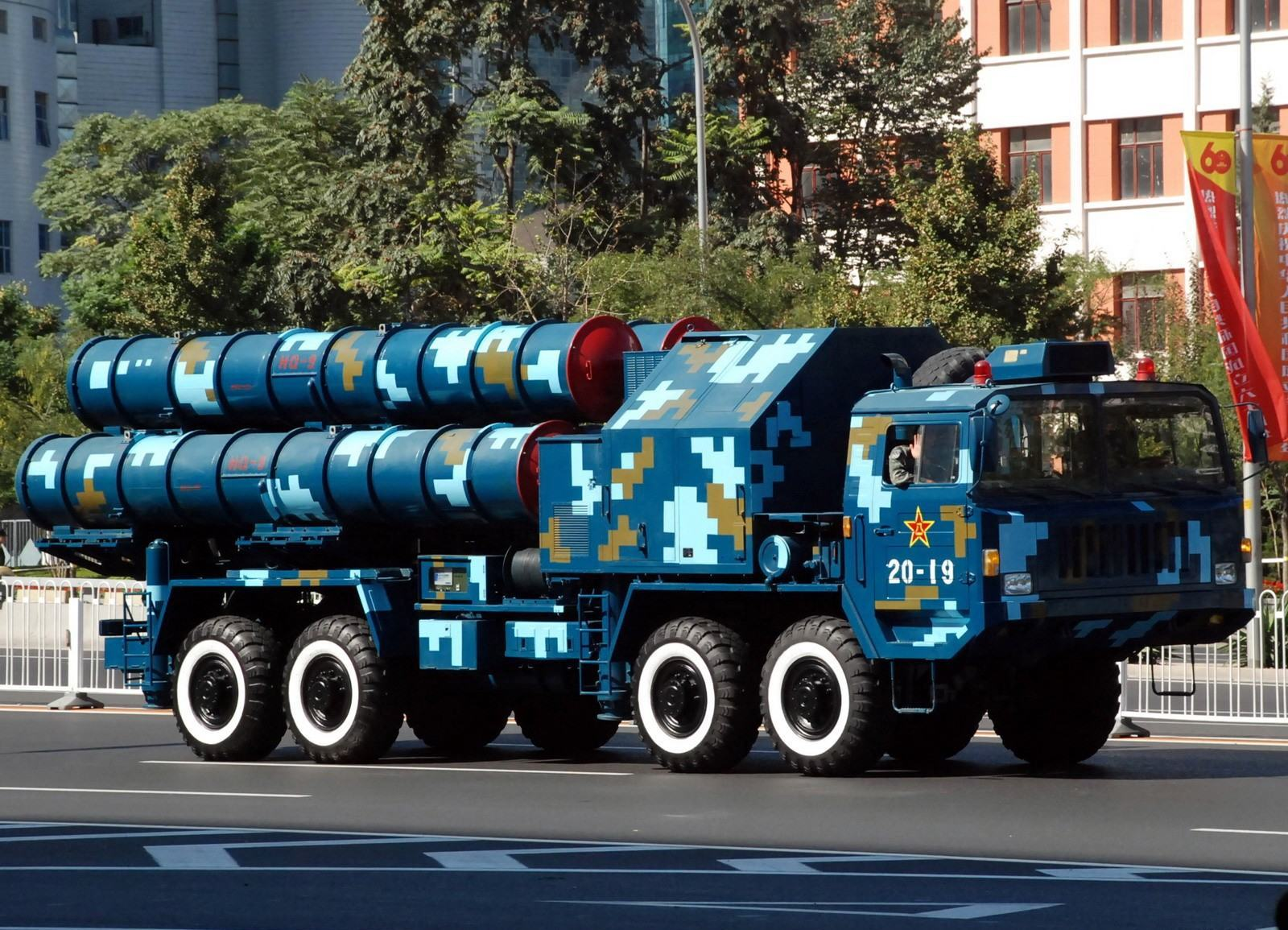
HQ-9ミサイルを搭載した軍用特殊車両
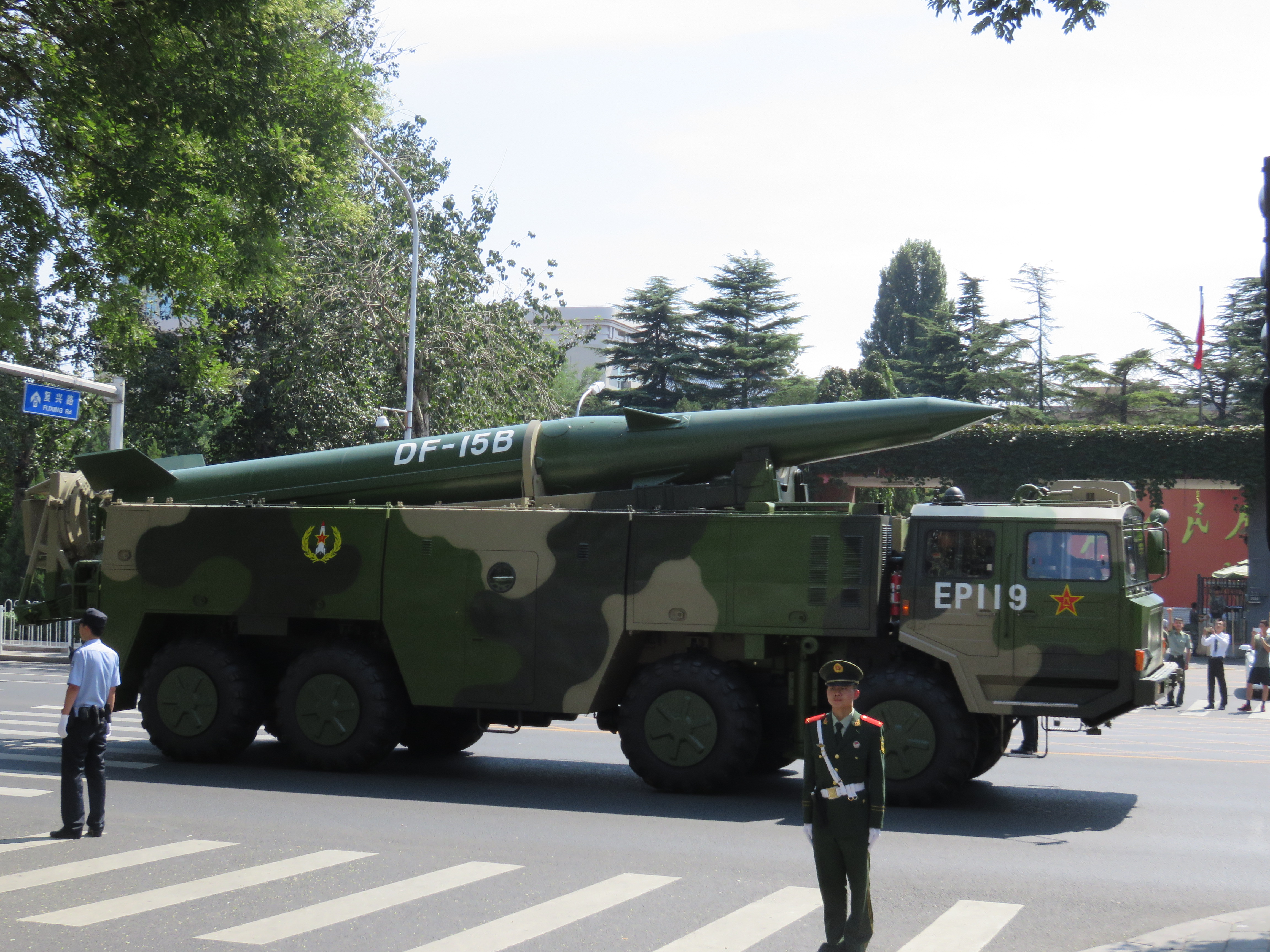
東風ミサイルを搭載した軍用特殊車両
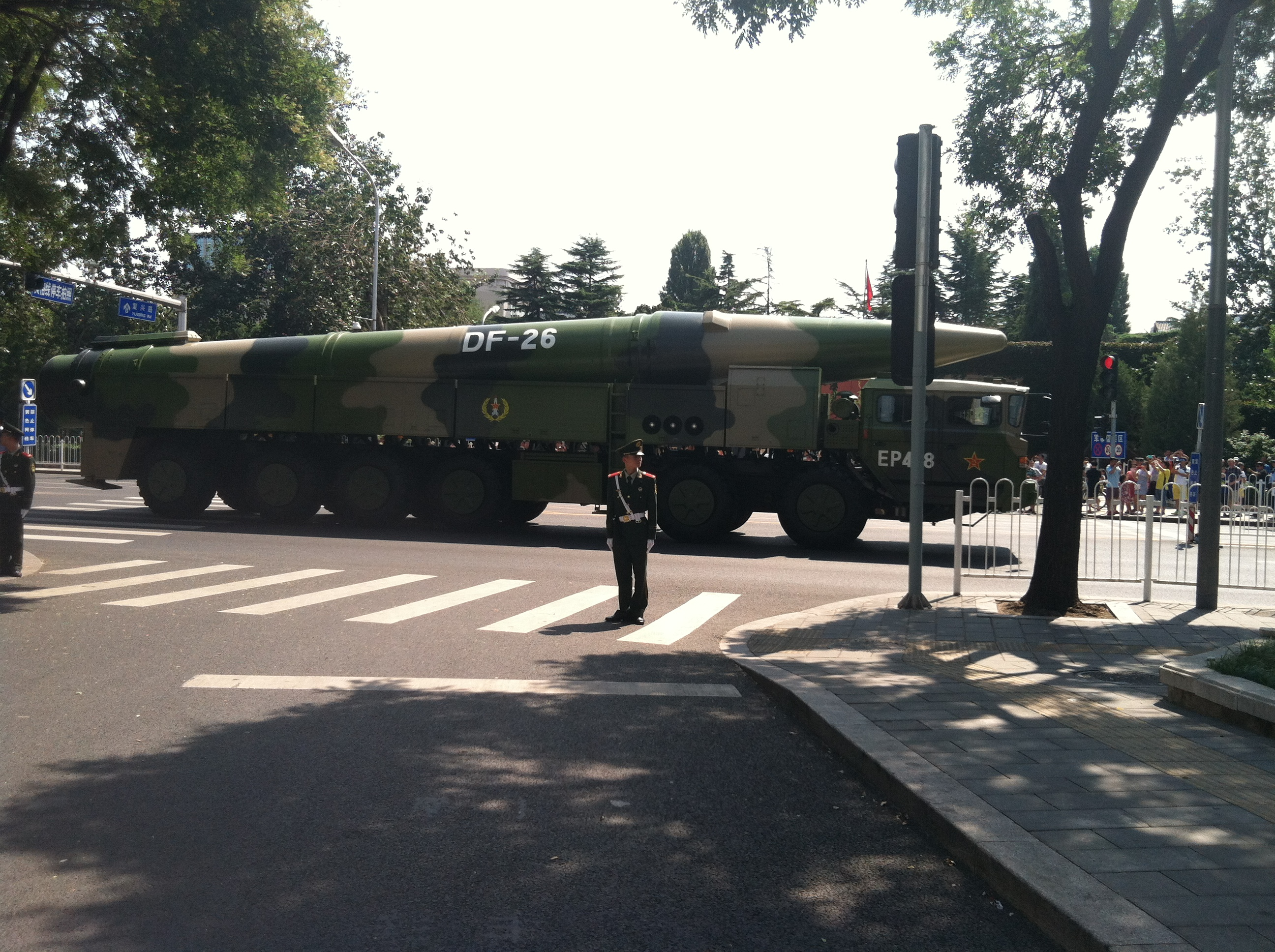
DF-26ミサイルを搭載した軍用特殊車両